# 富田林市立高辺台小学校
富田林市立高辺台小学校（とんだばやししりつ たかべだいしょうがっこう）は、大阪府富田林市高辺台三丁目にある公立小学校。

## 沿革
- 1968年（昭和43年）1月8日 - 開校。

## 通学区域
- 高辺台一丁目から三丁目[1]

※卒業後は基本的に富田林市立葛城中学校に進学する。